# 大阪連続強盗殺人事件
大阪連続強盗殺人事件（おおさかれんぞくごうとうさつじんじけん）とは、2000年（平成12年）と2008年（平成20年）に大阪府大阪市で連続して発生した強盗殺人・同未遂事件である。
大阪地裁は本事件を「日本と中国の両国で広く報道され、両国民に大きな衝撃や、恐怖心、不安感を与えたものであって、社会一般に及ぼした影響は大きい」と判示している。B事件については商業施設名よりDDハウス殺人事件と呼称される場合もある。

## 加害者
本事件の加害者である男K・R（以下、姓名のイニシャル「K」と表記」は1950年（昭和25年）1月3日生まれ（逮捕当時は58歳）。宮崎県で2人兄弟の次男として出生した。両親は離婚している。
2012年（平成24年）に刑事裁判で死刑が確定し、死刑囚となったKは法務省（法務大臣:谷垣禎一）の死刑執行命令により、2013年（平成25年）12月12日に収監先・大阪拘置所で死刑を執行された（63歳没）。

### 生い立ち
Kは中学卒業後に職業訓練校に進み、神奈川県や宮崎県の工務店で大工として働いたり、東京で配達の仕事をして働いていた。Kは27歳には結婚して2児を儲けたが、35歳で妻と離婚した。その後40歳から49歳までの間、北陸地方の運送会社に勤務していたが、安定した仕事に就くことができなかったため、仕事を求めて首都圏を転々としたが定職には就けなかった。50歳になった2000年（平成12年）にも仕事を求め、大阪府に来たがここでも定職に就くことができなかった。Kは元交際相手の女性や母親に金の無心を繰り返し、その借金で淡路花博に行ったり、予てからの趣味であったパチンコに没頭したりして、全てを使い切った。その後生活に困窮したKは、知人と共謀の上、同年7月に大阪市中央区の路上で後述の強盗殺人・同未遂事件（A事件）を起こした。
事件後、Kは日雇いの仕事をしていたが、仕事に就けなくなり所持金が底を突き、野宿生活をするようになった。野宿生活中に相談に乗ってくれた人から自立支援センターを紹介してもらい、54歳にしてハローワークでリサイクル会社に就職し、解体工として働いた。しかし、Kは上司と折り合いが合わず約3年で仕事を辞めた。その後、日雇いの仕事をしたり、知人に借金をしながら生活を続けたが、所持金がなくなり、当時58歳だった2008年（平成20年）2月に大阪市北区の複合商業施設「DD HOUSE」で再び強盗殺人事件（B事件）を起こした。

## 概要

### 中国人留学生殺害事件（A事件）
2000年（平成12年）7月29日午前1時頃、大阪府大阪市中央区上本町西2丁目の路上で帰宅途中だった被害者・中国籍の女性A（当時24歳）にK（当時50歳）が近付き、拳骨でAの顔面を殴り、現金6000円や財布の入ったバッグを強奪した。その後Kは自転車に乗って逃走を図ったが、追いかけてきたAに対して同バッグを取り返されることを防ぎ、逮捕を免れるため、KはAの腹部などをナイフで刺して、Aを腹部刺創により失血死させて殺害した（強盗殺人罪）。現場を自車で通りかかった際に、自転車で逃走を図るKをAが追いかける様子を目撃し、車から降りてKを取り押さえようと試みた男性B（当時34歳）に対しても、Kは殺意を持ってBの腹部に骨削ぎナイフを突き立てた。しかし、Bが左足を踏み出していたため死亡させるに至らず全治10日間を要する左大腿部切創の傷害を負わせた（強盗殺人未遂罪） 。Kはその場から逃走し、約100m離れた公園で血のついたバッグを捨てて、現金を抜いた財布を公園から約200mの民家わきに捨てた。
Bは犯人の特徴について「50歳前後で、身長約170センチのがっちりした体型」と証言したが、捜査が難航したため、B事件が発生するまでの約7年半もの間、未解決事件であった。

### 商業施設男性殺害事件（B事件）
2008年（平成20年）2月1日午後10時頃、大阪府大阪市北区の複合商業施設「DD HOUSE 」に強盗目的で侵入したK（当時58歳）は犯行に使用する道具を点検するため、2階共用トイレに入った。点検中にKがバッグに入っていたドライバーを床に落とした直後、被害者・男性会社員C（当時30歳）がトイレに入ってきた。Kは「金を出せ。早く出せ。」と言って金品を要求したが、Cはこれに応じなかった。KはCに「泥棒でもするんか」と見咎められたため、警察に突き出されることを恐れて、殺意を持ってCの胸部をナイフで刺して、胸部刺創により失血死させて殺害した（強盗殺人罪）。被害者Cはプロ野球選手（投手）・久保康友（事件当時はロッテ所属）の義兄だった。

## 逮捕・起訴
2008年（平成20年）2月8日、KはB事件について大阪府警此花署に出頭した。そのため大阪府警曽根崎署捜査本部はKを殺人容疑で逮捕した。その後Kは殺害行為は強盗目的であることを認めたため、大阪地検は同年2月29日に強盗殺人罪でKを大阪地裁へ起訴した。
大阪府警はKの余罪を調べるうちに、A事件の現場に残されていた犯人の血液のDNAがKと一致していたため、同年3月21日にKを強盗殺人容疑で再逮捕した。
KはA事件について「当時一緒に路上で生活していた男に誘われて事件を起こした」「奪った現金は2人で山分けした」と供述したが氏名不詳のため共犯の男の特定には至らなかった。

## 裁判

### 第一審・大阪地裁
2008年（平成20年）11月20日に本事件の裁判の初公判が大阪地裁（細井正弘裁判長）で開かれた。Kは被害者2人への殺意を否認した。検察側は冒頭陳述で「被害者女性からバッグを奪った際に胸と腹を2回刺し、傷口も17センチと深いことから殺意は明確だ」と指摘した。　同年12月26日に論告求刑公判が開かれ、大阪地検の検察官は被告人Kに死刑を求刑した。一方弁護側は、「捕まるのを恐れて夢中で刺した」として強盗致死罪を主張した上で、B事件後に出頭したため、「自首が認められる」として無期懲役を求めて結審した。
Kは最終意見陳述で「今さら遅いかもしれないが申し訳ないことをした」と謝罪した。
2009年（平成21年）2月27日に判決公判が開かれ、大阪地裁（細井正弘裁判長）は被告人Kに検察官の求刑通り死刑判決を言い渡した。裁判長は、ナイフを用意した上で複数回被害者らを刺し、傷が深いことについて「計画的で殺意を持って犯行に及んだ」と殺意を認定した。弁護側が主張していた自首の成立については、重い刑を回避しようと当初強盗目的であったことを隠し、虚偽の事実を述べていたことに言及し「犯罪事実を申告したとは評価できないため認められない」と主張を退けた。また、過去にも刃物を使った強盗致傷事件などを起こして服役したことを踏まえ、「自らの犯行を真摯に反省し、再犯の防止に努めることを期待するのは困難と評価せざるを得ない」と判断した。
その上では「金欲しさという身勝手な動機から、まったく落ち度のない無関係な若者２人の命を奪った犯行は残虐で、社会に与えた恐怖や衝撃も大きい。犯罪を抑止する見地からも、極刑をもって臨むしかない」と結論づけた。
被告人Kは判決を不服として大阪高裁に控訴した。　

### 控訴審・大阪高裁
2009年（平成21年）9月2日に控訴審の初公判が大阪高裁（湯川哲嗣裁判長）で開かれた。検察側は控訴棄却を求める一方、弁護側は一審と同様に「無我夢中で振るった刃物が刺さった」「事件当時は正常な判断能力を欠いていた」として殺意を否認し、心神耗弱状態であったと主張して無期懲役への減刑を求めた。
2009年（平成21年）11月11日、大阪高裁（湯川哲嗣裁判長）は第一審・死刑判決を支持して被告人Kの控訴を棄却する判決を言い渡した。被告人Kは判決を不服として最高裁判所に上告した。

### 上告審・最高裁第三小法廷
2012年（平成24年）6月19日、最高裁第三小法廷（寺田逸郎裁判長）にて上告審口頭弁論公判が開かれた。弁護側は「被告人Kには殺意がなく、自首が成立するため、一・二審の死刑判決は著しく不当」と主張して死刑判決の破棄を求めた。一方で検察側は被告人Kの上告棄却を求めた。
2012年（平成24年）7月24日に上告審判決公判が開かれ、最高裁第三小法廷（寺田逸郎裁判長）は一・二審の死刑判決を支持して被告人Kの上告を棄却する判決を言い渡したため、死刑が確定することとなった。
同年8月4日付けで被告人Kの死刑が正式に確定した。

## 死刑執行
参議院議員・福島瑞穂が2012年9月から11月にかけて確定死刑囚らを対象に実施したアンケートに対し、大阪拘置所に収監されていた死刑囚Kは以下のように回答していた。
Kの一審の弁護士は、Kが事件後に出頭したことについて、「警察に出頭すれば、まだ人生をやり直せるのではないかと考えて厳しい処分が下されるのを覚悟した上で出頭したのではないか」と指摘している。
Kはアンケートに「今後、再審請求する予定である」と回答していた。
法務省（法務大臣：谷垣禎一）の死刑執行命令により、死刑囚Kは2013年（平成25年）12月12日に収監先・大阪拘置所で死刑を執行された（63歳没）。死刑確定から執行までわずか1年4ヶ月と異例の早期執行であった。

### 刑事裁判の判決文・法務省発表
- 第一審 - 大阪地方裁判所第4刑事部判決 2009年（平成21年）2月27日 、平成20年(わ)1028号　、『強盗殺人、強盗殺人未遂被告事件』、“路上強盗後に，被告人を逮捕しようとした男性を殺害しようとして負傷させた上，被害品を取り戻そうと追いかけてきた女子留学生を殺害し，その約７年半後，商業施設の共同トイレで入ってきた男性を強盗目的で殺害した事案につき，各犯行とも殺意がなく，自首が成立するという主張をいずれも排斥して死刑を言い渡した事例”。
  - 判決主文：被告人を死刑に処する。押収してある骨そぎナイフ1本（平成20年押第224号の1）を没収する。（求刑：同／被告人側控訴）
  - 裁判官：細井正弘（裁判長）・秋田志保・池上弘

- 法務省による死刑執行の発表 - 『法務大臣臨時記者会見の概要』（プレスリリース）法務省（法務大臣：谷垣禎一）、2013年12月12日。オリジナルの2015年5月10日時点におけるアーカイブ。2021年11月28日閲覧。